# Verlicchi
Verlicchi Nino & Figli s.p.a. (noto come Verlicchi)  è stato un produttore italiano di parti per la sospensione e telai di biciclette, motocicli. È oggi un marchio di proprietà di terzi.

## Storia

### Dalla nascita agli anni sessanta
Venne fondata come piccola bottega artigiana in via San Carlo, a Bologna, per la produzione di strutture tubolari (manubri e tubi di scarico) fornite sia a clienti privati che ad alcune aziende della zona, fra cui G.C., Fabbrica Motociclette Brevetti MM (con cui collaborò fino alla cessazione delle attività di questa, nel 1958) e G.M..
Dopo la seconda guerra mondiale Nino, rimasto l'unico titolare dell'azienda, inizia la produzione di telai completi per biciclette, ciclomotori e motocicli. Fra le prime idee innovative, quella di un telaio con parte centrale monotrave adibita a serbatoio, applicato poi al Cucciolo della Ducati e ad altri micromotori. Riconosciuto alla Verlicchi come privativa industriale nel 1950, sia in Italia che in Francia,  aprì a Verlicchi le porte del successo.
La crescente motorizzazione popolare incrementò la domanda verso Verlicchi, che nel 1952 si trasferì in un capannone in via Andrea Costa, iniziando la fornitura industriale per aziende del settore moto quali Ducati, Moto Morini, Malanca e Cimatti.
Nel 1962 l'Azienda si trasferì a Casalecchio di Reno. Gli anni sessanta costituirono la massima espressione di quella capacità di creare una filiera di fornitori di parti diverse, di alta qualità, nella stessa zona industriale, che vide razionalizzare l'attività produttiva nell'areao bolognese e che portò - da parte di aziende quali la Moto Morini - alla creazione di un indotto completo, dalla prototipazione all'oggetto finito, con aziende quali, oltre alla Verlicchi per telai e marmitte, la Bonazzi e Gualanti (forcelle), la Paioli (sospensioni telescopiche, ruote e mozzi), Marzocchi (sospensioni telescopiche e ammortizzatori), Labanti e Bernardi (serbatoi), Bonori (marmitte), Orlandi (rubinetti e ruote), Arbizzani e GAF (fusioni in lega di alluminio), Avoni (verniciatura).

### Dagli anni settanta alla crisi
Nel 1972 l'ultimo trasferimento, necessario per venire incontro alle crescenti richieste del settore motociclistico, fu a Zola Predosa, in una struttura ubicata in via Cateldebole 4.
Nel corso degli anni la Verlicchi ha fornito telai ai maggiori produttori mondiali: oltre a quelli citati, anche BMW, Harley Davidson, Honda.
All'inizio degli anni 2000, con 400 dipendenti, la Verlicchi aveva un fatturato di 60 milioni. Con la crisi, però, i vari marchi per cui la Verlicchi lavorava, hanno progressivamente optato per altri fornitori, al punto che 2008 al 2010 il giro d’affari è crollato da 30 a 14 milioni, portando alla vendita dell'azienda.
Questa fu operata attraverso una serie di passaggi che - di fatto - fini rono per indebolirla ulteriormente.. La Verlicchi fu infine rilevata - nel 2011 -  da una azienda di Vicopisano, cessando le attività presso la sede di Zola Predosa nel 2014.

## Il marchio Verlicchi Telai
Con la perdita anche di uno degli ultimi grandi clienti dell'azienda e chiusa la sede di Zola Predosa, la Verlicchi diviene un marchio, il cui know-how ed attività sono trasferite, nel 2015, a Vicopisano.